# Bataille de Melilla (1860)
Pour les articles homonymes, voir Bataille de Colonization De L'espagnol.
Guerre hispano-marocaine (1859-1860)
Batailles
La bataille de Melilla s'est déroulée en février 1860, en pleine guerre hispano-marocaine, lorsque la garnison espagnole de Melilla subit une cuisante défaite causée par les combattants rifains, à l'extérieur de la ville.

## Contexte
Le 22 octobre 1859, l'Espagne déclare officiellement la guerre au Maroc, devant le refus marocain d'accepter les demandes de remboursement des Espagnols, à la suite de l'incident provoqué par la tribu jeblie des Anjra, et les nombreuses attaques sur Ceuta juste après. Les motifs officiels de la guerre sont de laver l'affront fait par les Anjra qui ont brisé les armes nationales d'Espagne, ce qui lui vaut d'être comparée à cause de sa démesure à l'Affaire de l'éventail entre le pacha Hussein Dey et le consul général Pierre Deval,.
Les Espagnols débarquent alors plus de 44 740 soldats, 3 000 chevaux et mulets ainsi que 78 canons à Ceuta, renforcés six semaines plus tard par 5 600 soldats et 3 450 irréguliers. Ils démarrent leur campagne et marche sur Tétouan, en repoussant toutes les attaques marocaines. Ils s'en emparent le 4 février 1860, réalisant l'objectif initial de cette campagne. Cependant, la victoire espagnole est loin d'être décisive, puisque l'armée marocaine n'est pas détruite et a su se regrouper et éviter l'encerclement à Tétouan.
Loin du front de Ceuta-Tétouan, la ville de Melilla occupée depuis 1497 par les Espagnols, n'est pas concernée par cette guerre. La ville de Melilla qui se trouve dans le Rif oriental, a connu de nombreuses attaques par les sultans marocains et tribus rifaines au cours de l'histoire. Les combats les plus récents semblent dater des 22 et 23 janvier 1859, soit peu de temps avant le déclenchement de la guerre.

## Déroulement
Au lendemain de la prise de Tétouan, les tribus rifaines lancent en représailles une attaque sur Melilla, défendue par le général Buceta. L'attaque qui n'aboutit pas, pousse le général Emmanuel Buceta, malgré les ordres formels du gouvernement espagnol, à passer à l'offensive. Il effectue une sortie et établit son camp dans les environs de la ville. 
Cependant, dans la nuit du 8 au 9 février 1860, plus de 15 000 Marocains surprennent les Espagnols dans leur camp, et leur infligent un échec cuisant. Les Espagnols abandonnent dans la panique leur position, et sont poursuivis jusque sous les murs de la ville par les Rifains. Plus de 200 Espagnols sont tués, tandis que la position établie par le général Emmanuel Buceta est investie par les Marocains. 
La nouvelle de cette victoire sur les Espagnols est rapidement répandue dans tout le Maroc, et semble redonner confiance aux Marocains et notamment au sultan Mohammed ben Abderrahmane, mis à mal par la défaite à Tétouan.

## Sources

### Sources bibliographiques
1. 1 2 3 4 5  L'Afrique française 1925, p. 499.
2. 1 2 3 4 5 6  Mordacq 1908, p. 96.
3. ↑  Serrano et Lecuyer 1976, p. 15
4. ↑  Chauchar 1862, p. 50
5. ↑  Serrano et Lecuyer 1976, p. 16
6. ↑  Baudoz 1860, p. 234
7. ↑  Baudoz 1860, p. 236
8. ↑  Mordacq 1908, p. 93.
9. ↑  Rézette 1976, p. 31
10. ↑  Rézette 1976, p. 38

#### Francophone
- Augustin Baudoz, Histoire de la guerre de l'Espagne avec le Maroc., Lebigre-Duquesne frères, 1860, 348 p. (lire en ligne).
- Claude Serrano et Marie-Claude Lecuyer, La guerre d'Afrique et ses répercussions en Espagne : Idéologies et colonialisme en Espagne, 1859-1904, Paris, Presses universitaires de Rouen et du Havre, 1976, 392 p. (lire en ligne)
- Henri Mordacq, La guerre au Maroc : enseignements tactiques des deux guerres franco-marocaine (1844) et hispano-marocaine (1859-1860) (2e édition), Paris, H. Charles-Lavauzelle, 1908, 204 p. (lire en ligne)
- Comité de l'Afrique française et Comité du Maroc, L'Afrique française : bulletin mensuel du Comité de l'Afrique française et du Comité du Maroc, (Paris), année 1925 (lire en ligne)
- Achille Chauchar, Espagne et Maroc : Campagne de 1859 - 1860. Avec 3 planches, J. Corréard, 1862, 452 p. (lire en ligne).
- Robert Rézette, Les enclaves espagnoles au Maroc, Nouvelles éditions latine, 1976, 190 p. (lire en ligne)